# SYM・シンプリー
シンプリー（SYMPLY）とは、SYMが生産販売しているスクータータイプのオートバイであり、シリーズ車種として排気量別に2車種が発売されている。

## モデル一覧

### シンプリー50
シンプリー50は50ccのスクーターである。メーターは80km/hまで刻まれているが、初期の頃はキャブの仕様により45km/hしか出せなかった。競合車種はキムコ・ アジリティ50など。
- 全長:1906mm
- 全幅:694mm
- 全高:1138mm
- 軸間距離:1325mm
- 最低地上高:125mm
- 乾燥重量:99kg
- エンジン形式:空冷4サイクル
- 総排気量:49.5cc
- 変速機形式:CVT
- 内径x行程:39mm×41.5mm
- 圧縮比:11.8：1
- 始動方式:セル・キック併用
- 最大出力:2.35kW/8500rpm
- 最大トルク:2.91N・m/6500rpm
- 燃料タンク容量:5L
- ブレーキ:前：ディスク（径190mm）/後：ドラム（径110mm）
- タイヤサイズ:前：120/70-12 56J/後：130/70-12 56J

### シンプリー125[1]
- 全長:1906mm
- 全幅:660mm
- 全高:1235mm
- 軸間距離:1325mm
- 最低地上高:125mm
- 乾燥重量:109kg
- エンジン形式:空冷4サイクル
- 総排気量:124.6cc
- 変速機形式:CVT
- 内径x行程:52.4mm×57.8mm
- 圧縮比:9.6：1
- 始動方式:セル・キック併用
- 最大出力:6.25kW/8500rpm
- 最大トルク:2.91N・m/6500rpm
- 燃料タンク容量:5L
- ブレーキ:前：ディスク（径190mm）/後：ドラム（径130mm）
- タイヤサイズ:前：120/70-12 56J/後：130/70-12 56J